# Манджу-Мару
Манджу-Мару (Manju Maru) — судно, яке під час Другої світової війни взяло участь у операціях японських збройних сил на Філіппінах, у Індонезії, в Мідвейській операції, в архіпелазі Бісмарка та на Каролінських островах.
Судно спорудили як Джуфуку-Мару в 1919 році на верфі Kawasaki в Кобе для компанії Kawasaki Kisen.
З 1921-го власником стала Kokusai Kisen, з 1930-го Fuso Kaiun, а у 1934-му судно перейшло до компанії Manshu Kairiku Unso, яка перейменувала його на Манджу-Мару. Нарешті, в 1936-му новим власником стала Yamashita Kisen. У листопаді 1937-го судно зазнало аварії в районі Мулайттіву (північно-східне узбережжя острова Цейлон) та навіть було спершу оголошене втраченим, проте в підсумку Манджу-Мару відремонтували.
У якийсь момент судно реквізували для потреб Імперської армії Японії.
23 листопада 1943-го Манджу-Мару вийшов у складі конвою № 3123 з Йокосуки на Трук (головна база японського ВМФ у Океанії). Під час переходу конвой атакували кілька американських субмарин. 29 листопада в районі за сім сотень кілометрів на північний захід від Маріанських островів підводний човен USS Pargo торпедував та потопив Манджу-Мару.